# Prokuplje
Prokuplje (serbocroata cirílico: Прокупље) es un municipio y ciudad de Serbia, capital del distrito de Toplica en el sur del país.
En 2011 tenía 44 419 habitantes, de los cuales 27 333 vivían en la propia ciudad y el resto en las 106 pedanías del municipio. La mayoría de los habitantes son serbios (40 936 habitantes), con una pequeña minoría de gitanos (2145 habitantes).
Fue una de las localidades romanas de Mesia, fundada bajo el nombre de Hammeum en el entorno de la Via Militaris. Aunque el asentamiento romano fue abandonado con la llegada de los eslavos en el siglo VI, se han conservado restos antiguos como termas y una iglesia. La actual localidad se menciona por primera vez en documentos en 1395. Se desarrolló como localidad albanesa durante el período otomano, pero los albaneses fueron expulsados durante la guerra ruso-turca (1877-1878) y el Congreso de Berlín integró la localidad en el principado de Serbia. Adoptó el estatus de ciudad en 2018.
Se ubica unos 20 km al oeste de Niš.

## Pedanías
Junto con Prokuplje, pertenecen al municipio las siguientes pedanías:
- Arbanaška
- Babin Potok
- Babotinac
- Bajčince
- Balinovac
- Balčak
- Bace
- Bela Voda
- Beli Kamen
- Belogoš
- Beloljin
- Berilje
- Bogujevac
- Bregovina
- Bresnik
- Bresničić
- Bublica
- Bukuloram
- Bulatovac
- Bučince
- Velika Plana
- Vidovača
- Viča
- Vlasovo
- Vodice
- Glasovik
- Gojinovac
- Gornja Bejašnica
- Gornja Bresnica
- Gornja Konjuša
- Gornja Rečica
- Gornja Stražava
- Gornja Toponica
- Gornja Trnava
- Gornje Kordince
- Gornji Statovac
- Grabovac
- Gubetin
- Dobrotić
- Donja Bejašnica
- Donja Bresnica
- Donja Konjuša
- Donja Rečica
- Donja Stražava
- Donja Toponica
- Donja Trnava
- Donje Kordince
- Donji Statovac
- Dragi Deo
- Drenovac
- Đurovac
- Đušnica
- Žitni Potok
- Zdravinje
- Zlata
- Jabučevo
- Jovine Livade
- Jugovac
- Kaludra
- Klisurica
- Kožince
- Končić
- Kondželj
- Kostenica
- Krnji Grad
- Kruševica
- Mađere
- Mala Plana
- Mačina
- Merovac
- Mikulovac
- Miljkovica
- Mrljak
- Mršelj
- Nova Božurna
- Novi Đurovac
- Novo Selo
- Obrtince
- Pasjača
- Pašinac
- Pestiš
- Petrovac
- Piskalje
- Pločnik
- Potočić
- Prekadin
- Prekašnica
- Prekopuce
- Rankova Reka
- Rastovnica
- Rgaje
- Reljinac
- Resinac
- Selište
- Smrdan
- Srednji Statovac
- Stari Đurovac
- Staro Selo
- Tovrljane
- Trnovi Laz
- Tulare
- Ćukovac
- Džigolj
- Ševiš
- Široke Njive
- Šišmanovac

## Clima
| Parámetros climáticos promedio de Prokuplje | Parámetros climáticos promedio de Prokuplje | Parámetros climáticos promedio de Prokuplje | Parámetros climáticos promedio de Prokuplje | Parámetros climáticos promedio de Prokuplje | Parámetros climáticos promedio de Prokuplje | Parámetros climáticos promedio de Prokuplje | Parámetros climáticos promedio de Prokuplje | Parámetros climáticos promedio de Prokuplje | Parámetros climáticos promedio de Prokuplje | Parámetros climáticos promedio de Prokuplje | Parámetros climáticos promedio de Prokuplje | Parámetros climáticos promedio de Prokuplje | Parámetros climáticos promedio de Prokuplje |
| Mes                                         | Ene.                                        | Feb.                                        | Mar.                                        | Abr.                                        | May.                                        | Jun.                                        | Jul.                                        | Ago.                                        | Sep.                                        | Oct.                                        | Nov.                                        | Dic.                                        | Anual                                       |
| ------------------------------------------- | ------------------------------------------- | ------------------------------------------- | ------------------------------------------- | ------------------------------------------- | ------------------------------------------- | ------------------------------------------- | ------------------------------------------- | ------------------------------------------- | ------------------------------------------- | ------------------------------------------- | ------------------------------------------- | ------------------------------------------- | ------------------------------------------- |
| Temp. máx. media (°C)                       | 4.8                                         | 7.2                                         | 12.6                                        | 18.8                                        | 24.8                                        | 27.4                                        | 30.2                                        | 29.0                                        | 26.2                                        | 19.2                                        | 11.7                                        | 6.0                                         | 18.2                                        |
| Temp. media (°C)                            | 1.8                                         | 3.7                                         | 8.2                                         | 12.7                                        | 18.3                                        | 21.2                                        | 22.6                                        | 21.6                                        | 19.7                                        | 13.3                                        | 9.6                                         | 2.8                                         | 13                                          |
| Temp. mín. media (°C)                       | -2.0                                        | -0.6                                        | 3.2                                         | 8.6                                         | 12.8                                        | 14.2                                        | 17.1                                        | 16.7                                        | 14.5                                        | 9.6                                         | 4.9                                         | -0.3                                        | 8.2                                         |
| Precipitación total (mm)                    | 76                                          | 63                                          | 52                                          | 45                                          | 38                                          | 36                                          | 29                                          | 30                                          | 38                                          | 49                                          | 60                                          | 57                                          | 573                                         |
| Fuente: Climate-Data.org                    |                                             |                                             |                                             |                                             |                                             |                                             |                                             |                                             |                                             |                                             |                                             |                                             |                                             |